# Корабельна артилерія

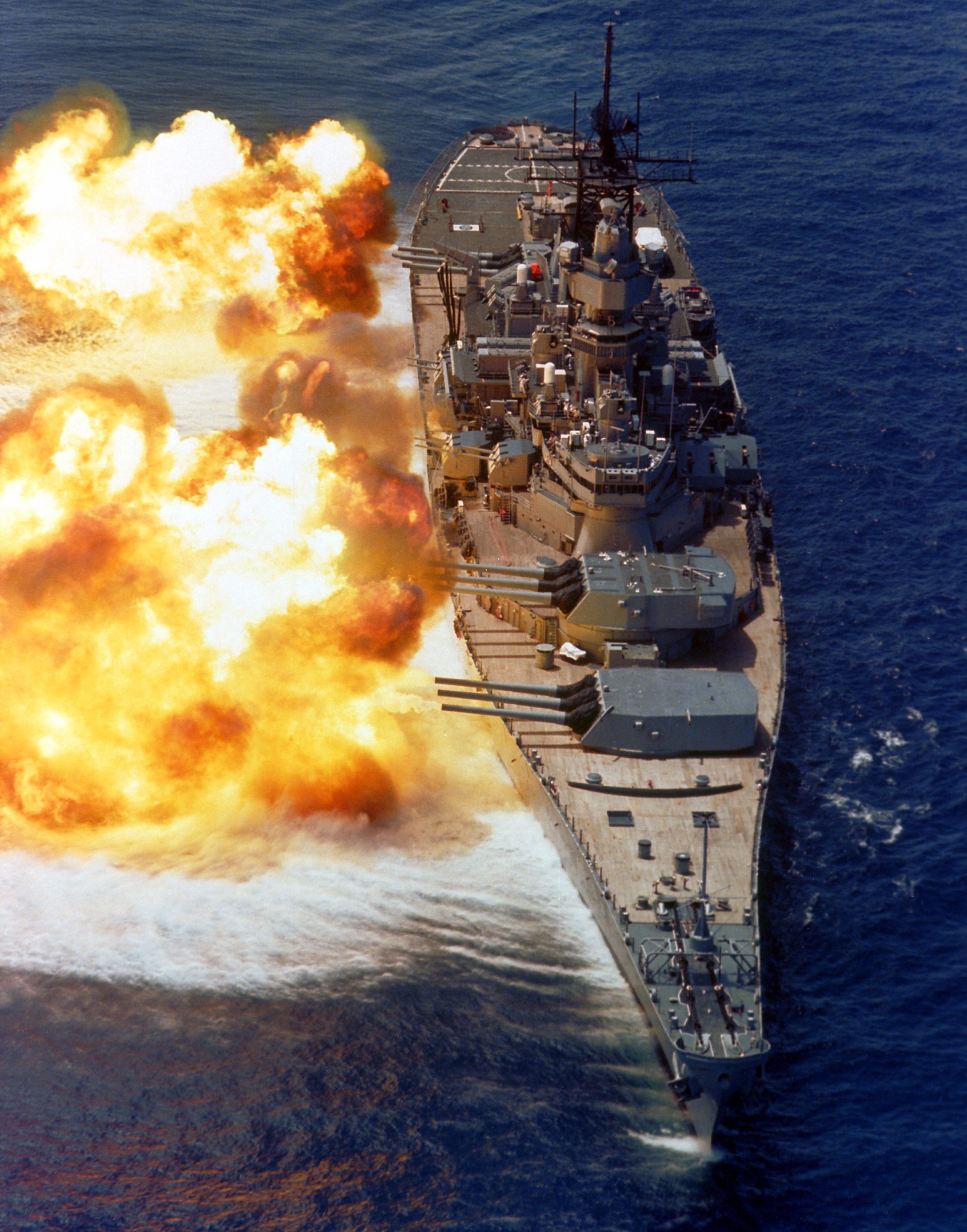
Повний залп лінкора «Айова» з дев'яти 406-мм (гармат 16"/50 Mark 7) та шести 127-мм (5"/38 Mark 12) гармат головного калібру під час навчань після модернізації та введення до строю 15 серпня 1984. Район Пуерто-Рико

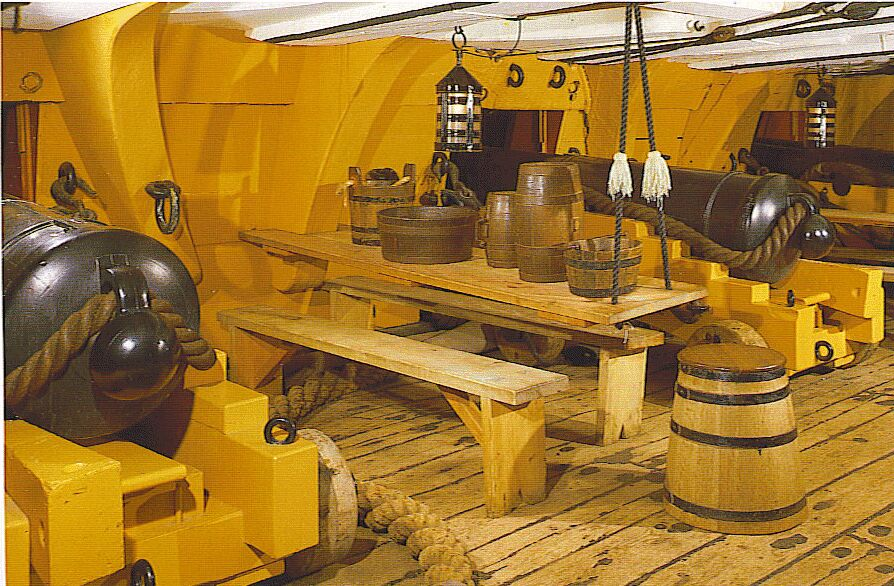
Фрагмент нижньої батареї «Вікторі». Королівський військово-морський флот Великої Британії. 1765

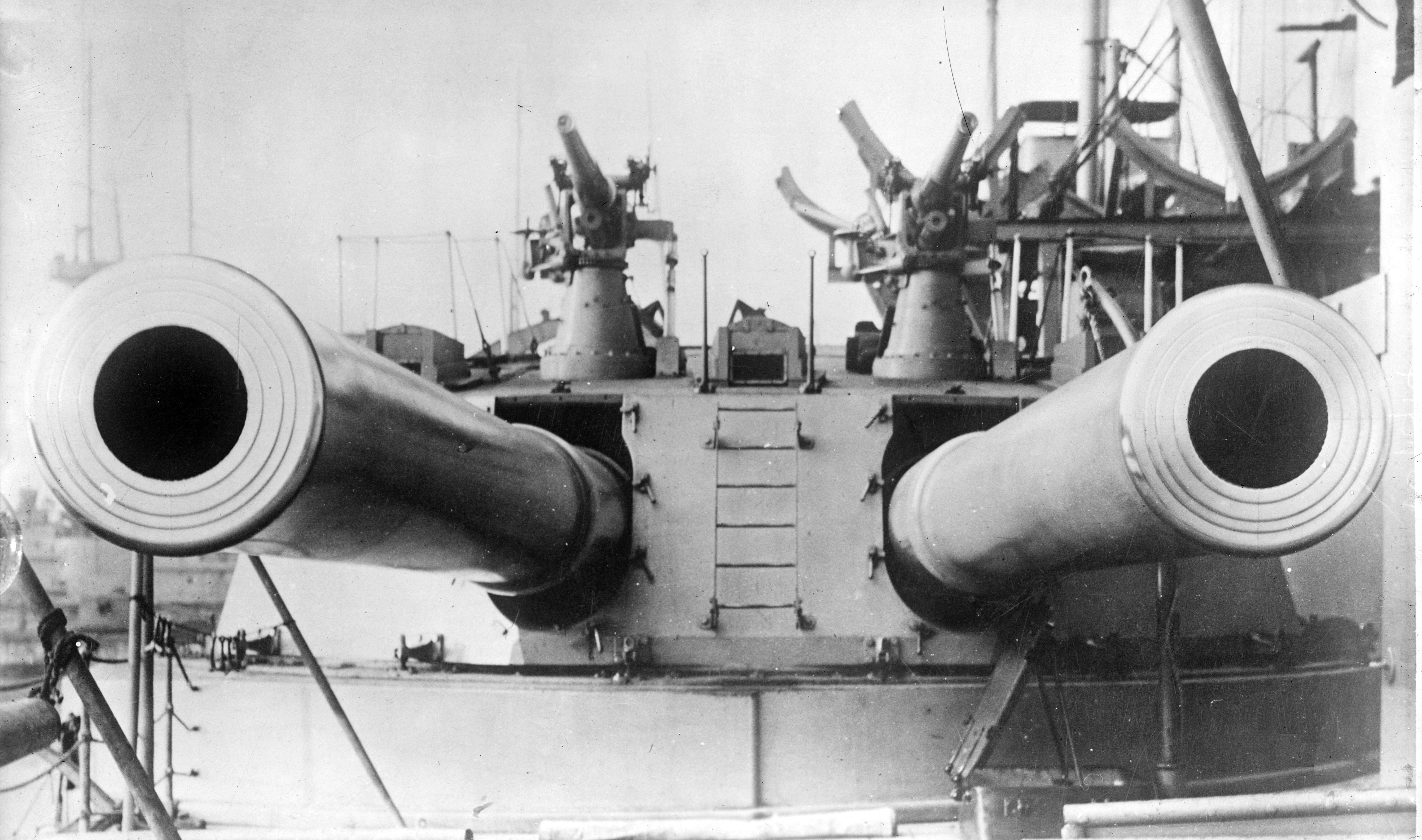
12"/45 морська артилерійська система Mark X

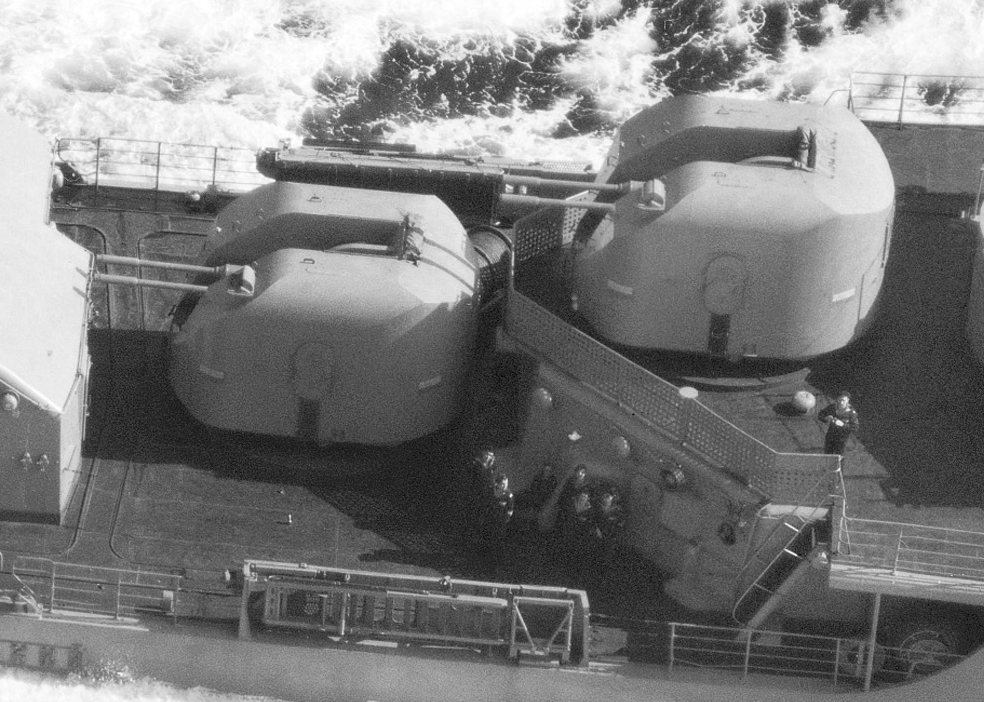
Радянська артилерійська установка АК-726. ВМФ СРСР

Корабе́льна артиле́рія — сукупність артилерійської зброї, встановленої на бойових кораблях і призначеної для ведення артилерійського вогню по берегових (наземних), морських (надводних) і повітряних цілях.
Разом з береговою артилерією складає морську артилерію. У сучасному понятті корабельна артилерія являє собою комплекс артилерійських установок, систем управління вогнем і артилерійського боєзапасу.

## Історія
Морська артилерія Середньовіччя і Нового часу була представлена великокаліберними лафетними й малокаліберними вертлюжними гарматами, розміщеними на одній або кількох палубах (деках). Сукупність гармат одного дека називалася батареєю, а кораблі з таким розташуванням артилерії з часів раннього парового флоту іменують батарейними.
Гармати розміщали переважно вздовж бортів, незначна кількість — на носі й кормі (погонні й ретирадні гармати). Калібр гармат поступово зменшувався з висотою палуби: найважчі стояли на нижній палубі (гондеку), найлегші — на головній палубі (також на верхній і на шканцях). Лафети, що замінили раніші примітивні станки, мали вигляд низьких візків, споряджених чотирма коліщатками.

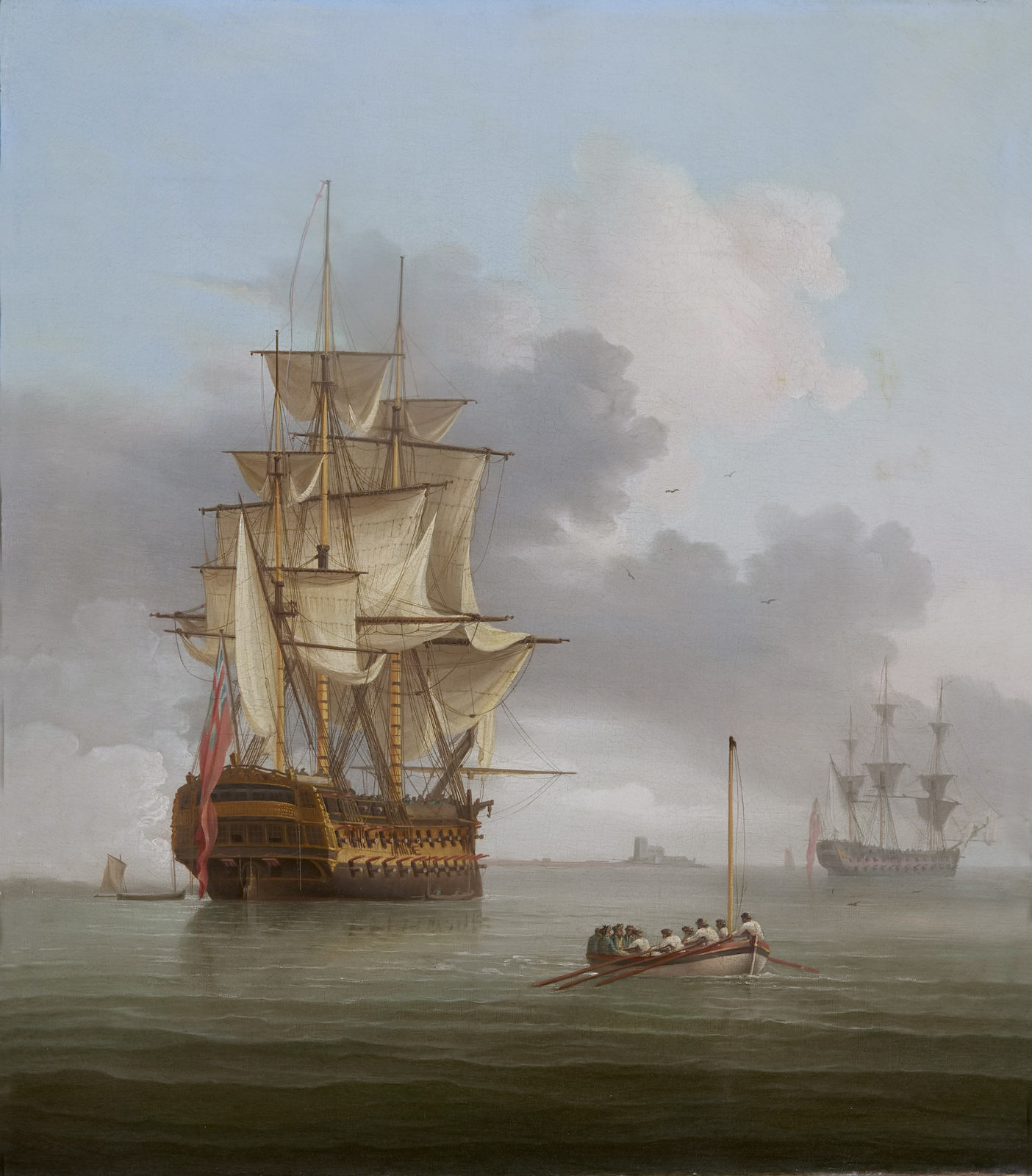
Англiйський вiйськовий корабель. Томас Уиткомб, 1797

Стрільба велася через бортові амбразури (гарматні порти), які в похідному стані закривалися ззовні люками. Відкіт гармати для заряджання і подальший накат до порту здійснювалися закріпленими на лафеті гарматними талями, а втягання їх всередину корпусу — відкотними талями. Крім римів для гарматних і відкотних талів, на лафеті були рими для брюка — товстого каната, що охоплював винград ствола і кріпився кінцями до луток портів: він затримував відкіт після пострілу.
Внаслідок хитавиці морські гармати вимагали надійного кріплення: у похідному положенні ствол зв'язували тросом («швартували») до талів або до коліс лафета, а дуло — до римів у верхній лутці порту. Для безпеки під колеса лафетів підкладали клини, а задні рими лафетів одного борту з'єднували довгим тросом, який проходив через рими на палубі і через гаки на бокових лутках портів. Відкриття і закриття люків портів проводилося за допомогою порт-талів. Артилерійське приладдя розміщалося біля гармат (банники, забивачі, шуфлі, пижівники — на стволах, гандшпуги і ломи — під лафетами), основні артилерійські запаси і запасні частини — в особливій каюті поруч крюйт-камери.
У другій половині XIX столітті морська артилерія докорінно змінюється. Поява панцерних кораблів викликає перехід від батарейного компонування до баштового й казематного.

## Класифікація корабельної артилерії
Корабельна артилерія підрозділяється на артилерію великого, середнього і малого калібру.
Артилерійські системи великого і середнього калібру досить ефективні в боротьбі з надводними кораблями, особливо з швидкісними малорозмірними цілями в ближній зоні, а також при вогневій підтримці морських десантів і сухопутних військ.
Артилерійське озброєння кораблів військово-морських сил різних країн представлене числе́нними установками великого і середнього калібру. Серед них в першу чергу можна виділити гармати калібру 406 мм, 203 мм, 130 мм, 127 мм, 120 мм, 100 мм і 76 мм.
Корабельні артилерійські установки малого калібру призначаються для боротьби із засобами нападу з повітря (з авіацією, протикорабельними ракетами), а також швидкохідними малорозмірними морськими цілями. Управління стрільбою цих артилерійських установок зазвичай здійснюється за допомогою радіолокаційних станцій керування зброєю.
На надводних кораблях військово-морських сил різних держав найширшого розповсюдження набули артилерійські установки калібру 57 мм, 40 мм, 35 мм, 30 мм і 20 мм.